# Son en Breugel
Son en Breugel é um município dos Países Baixos, situado na província de Brabante do Norte. Tem 26,51 km² de área e sua população em 2020 foi estimada em 17.465 habitantes.